# 东兴山龙眼
东兴山龙眼（学名：Helicia cauliflora）为山龙眼科山龙眼属下的一个种。